# Tanacetum tricholobum
Tanacetum tricholobum — вид рослин з родини айстрових (Asteraceae), ендемік Північного Кавказу.

## Середовище проживання
Ендемік Північного Кавказу; зростає на кам'янистих та щебеневих схилах, у скелястих районах у верхній гірській та субальпійській зонах до 2300 м н.р.м..

## Загрози й охорона
Освоєння земель є основною зовнішньою загрозою для виду.
Вид охороняється в Північно-Осетинському державному заповіднику.